# Thaumoctopus mimicus
El pulpo mimo, pulpo imitador o pulpo mimético (Thaumoctopus mimicus) es una especie de molusco cefalópodo del orden Octopoda. Este pulpo es reconocido debido a que tiene la asombrosa habilidad de imitar al menos a otros 15 animales marinos. 
Vive en los mares tropicales del Sudeste de Asia, y no fue oficialmente descubierto sino hasta 1998, frente a la costa de Célebes, Indonesia. Este pulpo es capaz de imitar la apariencia física y los movimientos de más de quince especies diferentes, entre los que cabe destacar la serpiente marina, el pez león, el pez plano, la estrella de mar, el cangrejo gigante, la concha marina, la raya, la platija, la medusa, la anémona, la anguila y el camarón mantis. Estas imitaciones, realizadas casi de forma instantánea, las logra variando el color de su piel y gracias a la gran flexibilidad de su cuerpo. Adicionalmente, puede simular estar muerto y para esto se queda completamente inmóvil y su color de piel se torna gris claro lo cual le da la apariencia de una masa sólida estática.
Según las condiciones en las que viva el animal puede tener entre 180 a 300 huevos. Cuando la hembra se moviliza, carga sus huevos con 2 o 3 de sus brazos, manteniendo los huevos fijos debido a las ventosas que posee.

## Hábitat
Estos pulpos normalmente se encuentran en las desembocaduras de ríos o en planos arenosos, en lugares de 2 a 12 m de profundidad, donde hay una riqueza de infauna bentónica con alta actividad de gusanos, equinodermos, crustáceos y peces.

## Características
Thaumoctopus mimicus llega a medir hasta 60 cm de longitud y en los momentos en los que no está imitando a ningún animal, puede presentar una coloración marrón o blanco con rayas cafés  (coloración aposemática). Además, su cuerpo es altamente flexible y la longitud de sus brazos es grande en comparación a otros pulpos, lo cual se ha discutido que es una característica que permite que su mimetismo sea mejor. 
Este animal es muy inteligente, pues cuando sus predadores se acercan a él, éste decide tomar la forma y asemejarse al animal que mayor peligro represente para su predador.  Por ejemplo, cuando el pulpo imitador está siendo atacado por peces damisela, se observa que el pulpo adquiere la forma de una serpiente marina rayada, quien es un depredador del pez damisela. El pulpo imita a la serpiente marina rayada adoptando un color negro y amarillo, ocultando seis de sus extremidades en un hoyo y agitando sus otros dos tentáculos en direcciones opuestas.
Cada uno de los brazos depende de un cerebro más pequeño que se comunica con el cerebro central, lo que permite un manejo independiente de cada una de las extremidades. Asimismo, cuenta con un depósito de tinta que expulsa para protegerse de sus depredadores. 

### Reproducción
La reproducción del pulpo mimético es idéntica a la de un pulpo normal, es decir que el tercer brazo del macho es un órgano sexual que introduce en la cloaca de la hembra, quien sucesivamente toma los huevos y los deposita en una cueva. El macho interesado en aparearse se aproxima lo suficiente a la hembra para alargar su brazo e introducirlo bajo el manto de la hembra. Se producen cerca de ciento cincuenta mil huevos en dos semanas y, cada uno de esto está cubierto por una especie de membrana transparente. La hembra protege los huevos durante 50 días hasta que nacen las crías, que flotan hasta la superficie convirtiéndose en parte del plancton durante casi un mes y luego se sumergen a las profundidades para iniciar una vida normal.

## Mimetismo
Entre la clase Cephalopoda, a excepción del calamar S. sepioidea, la característica del mimetismo es única de los pulpos, ya que éstos a diferencia de los calamares no pueden escapar rápidamente en situaciones de peligro. Sin embargo, los pulpos que habitan en arrecifes rocosos pueden ocultarse más fácilmente que los pulpos que viven en hábitats de bajo relieve, quienes se convierten en animales bastante vulnerables cuando se encuentran fuera de su guarida.

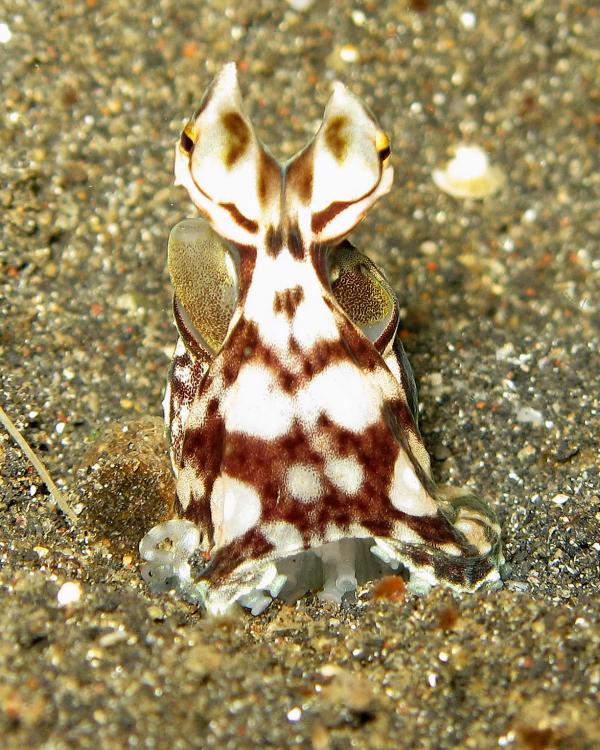
T.mimicus oculto en un hoyo

A pesar de que todas las especies de pulpos tienen la capacidad para cambiar el color y textura de su piel (muchas especies se pueden mezclar con el suelo marino y parecer como rocas), el pulpo imitador fue la primera especie de pulpo reportada capaz de imitar otras especies marinas. Hoy en día se conoce que existen más pulpos que pueden asemejarse a otros animales, pero no a una gran variedad como sí lo hace Thaumoctopus mimicus. La conspicuidad y el mimetismo son la primera estrategia de defensa de los pulpos, mas no la cripsis.
Una característica a resaltar sobre Thaumoctopus mimicus es que puede realizar el cambio de apariencia sin necesidad de que esté presente en el entorno el animal al que quiso asemejarse; contrario al calamar S. sepioidea quien hace la imitación del pez loro mientras se encuentra cercano a un banco de estos peces.
Debido a que esta especie regularmente emplea camuflaje y estrategias para evitar a sus predadores, se cree que el pulpo no es tóxico para varios de éstos, lo cual ha llevado a preguntarse si se trata de un mimetismo Mülleriano o  mimetismo Batesiano. Sin embargo, se conoce que T.mimicus emplea su mimetismo también para poder cazar presas que regularmente le huirían a un pulpo.

### Mimetismo imperfecto
Cuando el pulpo mimético intenta imitar a los peces lenguado o platijas, imita su ondulación o forma de nado de manera adecuada, realizando una compresión dorso-ventral de su cuerpo y situando sus tentáculos de tal forma que encaje la silueta del pez. No obstante, adquiere una coloración blanca con rayas cafés en vez de su coloración marrón, la cual se asemeja más a la de dicho pez. Este es un aspecto controvertido científicamente, dado que se desconoce por qué el pulpo no imita de forma fiel el pez, aun teniendo las características y la capacidad de hacerlo. Por una parte, se argumenta que varios animales que pueden imitar modelos distintos (otros animales), tienden a desarrollar (evolucionar) un mimetismo imperfecto de forma intermedia entre el modelo y la especie, en vez de adoptar una morfología que se asemeje fuertemente a todos los modelos. Por otra parte se tiene la hipótesis de que el pulpo conserva la coloración aposemática precisamente para advertir su peligro. Además, se cree que T.mimicus junto con White V y Hawaiian Long-Armed Sand Octopus (aún sin nombre científico establecido) imitan a un conjunto de peces planos y no puntualmente a una especie.

## Relaciones tróficas
El “pulpo imitador” es predado principalmente por tiburones pequeños, pez damisela y barracuda. Su alimento consta de camarones, cangrejos ermitaños, caracoles y peces pequeños como el eperlano. Sin embargo, dependiendo de si el animal es salvaje o si está en cautiverio, su dieta puede cambiar. Adicionalmente Thaumoctopus mimicus es, al parecer, el único pulpo que caza y acecha en túneles subterráneos.

## Simbiosis
El pez mandíbula mármol negro y el pulpo miméticos logran una perfecta mimetización entre ambos. Durante un viaje de buceo en Indonesia en el 2011, Goehard Kopp filmó una interacción entre estos dos animales: el pez mandíbula mármol negro tenía marcas similares a las del pulpo y se camuflaba entre sus tentáculos. Mientras tanto, el pulpo no parecía percatarse de lo que estaba sucediendo y simplemente se desplazaba entre la arena. Los científicos consideran que el pez se mimetiza de una manera oportunista en el pulpo para poder salir de su madriguera y buscar más comida. El doctor Luis Rocha, señaló que lo insólito y peculiar de este hallazgo no es solamente que el pez imite a otro animal mimético, sino que se trata del primer caso observado y reportado de un pez que imita a otro animal marino. El hábitat de estos animales está en un peligro por la actividad humana.